# Gaston Suarez
Pour les articles homonymes, voir Suarez.
Œuvres principales
- Mallko (1974)
- Vertige (1967)
- La Veille du Dernier Voyage (1963)

Gaston Suarez (né le 27 janvier 1929 à Tupiza en Bolivie et mort le 6 novembre 1984 à La Paz) est un dramaturge et romancier bolivien.

## Biographie
On sait peu de choses sur son enfance. Jeune homme, il exerce différents métiers : cheminot, instituteur rural, mineur, employé de banque, conducteur de poids-lourds, journaliste, etc ... Ce qui lui donne une connaissance approfondie de la vie sociale de son pays. Plus tard, tout cela se reflète dans les thèmes récurrents de son œuvre : la vie urbaine, la campagne et les mines.
Son premier texte, Vigilia para el último viaje (La Veille du Dernier Voyage), est bien connu des anthologies de littérature sud-américaine. En effet, elles en citent souvent un extrait, Iluminado (Dans la Lumière)[réf. nécessaire]. 
Parmi ses autres recueils, on[Qui ?] cite habituellement El Gesto (Le Geste), un autre volume de nouvelles où El Forastero y el Candelabro de Plata (L’Étranger et le Candélabre d'Argent) ainsi que El Diario de Mafalda (Le Journal de Mafalda), tiennent le haut du pavé.
En 1967, Suárez publie sa première pièce de théâtre : Vértigo (Vertige), un drame philosophique et sociale sur un homme libéré de prison après vingt années d'incarcération et ses efforts pour rassembler ses sept enfants qui ont tous pris des chemins différents. 
C'est en 1974 que paraît le roman le plus connu de Suárez, Mallko. Le personnage central en est un Mallko, mot d'origine aymara, mi-homme, mi-condor. Le roman mêle avec habileté fiction et réalisme magique et se veut le récit vigoureux, détaillé et cru de l'existence des Andins. C'est aussi une réflexion philosophique sur la nécessité pour l'homme de rencontrer son destin. Texte très connu dans les pays hispanophones[réf. nécessaire], Mallko figure en 1976 dans la Liste d'Honneur de l'IBBY.
En 1979, Suárez publie Las Aventuras de Miguelín Quijano (Les Aventures de Miguelín Quijano), dans lequel l'auteur bolivien tente d'initier les jeunes lecteurs aux personnages du Don Quichotte de Cervantes. 
Gastón Suárez, est mort à La Paz, le 6 novembre 1984, à la suite d'une attaque cardiaque.

## Œuvres

### Romans
- 1974: Mallko (Mallko)
- 1979: Les Aventures de Miguelín Quijano (Las aventuras de Miguelín Quijano)

### Recueils de contes
- 1966: La Veille du Dernier Voyage (Vigilia para el último viaje)
- 1969: Le Geste (El Gesto)

### Théâtre
- 1967: Vertige (Vértigo)
- 1969: La fille de Hambourg (La muchacha de Hamburgo)
- 1981: Après hiver (Después del Invierno)

### Autres
- 1972: Rosendo Villegas Velarde - Chanson (Rosendo Villegas Velarde)

## Prix et distinctions
- 1976 : (international) « Honor List »[1], de l' IBBY, pour Mallko